# Zarządzanie talentami
Zarządzanie talentami – zespół działań obejmujących poszukiwanie, rekrutowanie, rozwój, docenianie oraz umacnianie pozycji osób o ponadprzeciętnym poziomie umiejętności i potencjału intelektualnego, a także na efektywnym wykorzystaniu ich zdolności przez firmę dla realizacji strategii organizacji.
Realizacja procesu zarządzania talentami w firmie zależy od zaangażowania kadry menadżerskiej oraz dostosowania szkoleń do indywidualnych potrzeb pracownika. To inspirowanie pracowników do maksymalnego wykorzystania ich potencjału, w sposób, który zagwarantuje zysk i wartość dla wszystkich interesariuszy firmy. 
Zarządzanie talentami stwarza firmom szansę zdobycia przewagi konkurencyjnej. Pozwala na stworzenie modelu biznesowego napędzanego nie przez efektywność kosztową, tylko przez nowe pomysły i potencjał intelektualny. 
Zarządzanie talentami ma na celu pozyskiwanie najlepszych pracowników z branży, zapobieganie utracie wykwalifikowanych specjalistów oraz przyciągnięcie młodych, ambitnych absolwentów najlepszych uczelni wyższych.

## Sposoby pozyskiwania potencjalnych talentów
- Wyłanianie ludzi spośród swoich pracowników, na corocznym przeglądzie kadry.
- Rekrutowanie młodych, zdolnych ludzi, kończących najlepsze studia, odznaczających się ogromnym potencjałem.
- Przyciąganie ludzi znanych w branży jako wartościowi pracownicy, najlepsi specjaliści czy strategiczni przywódcy.

## Podstawowe warunki skuteczności systemu zarządzania talentami
- Stworzenie odpowiednich warunków do pracy, pozwalających dobrze wykorzystać zapał i kreatywność; zapewniających wyzwania na miarę talentów; najnowocześniejsze urządzenia, specjalistyczną aparaturę, ale także drobne codzienne udogodnienia.
- Nieograniczanie wolności sztywnymi regułami: pracą zespołową, ustalonymi godzinami pracy.
- Indywidualne traktowanie pracowników. Trzeba rozpoznać w pracowniku to, w czym jest najlepszy, czy lubi pracować nad własnymi pomysłami, tak by powierzone mu zadanie  było nie tylko interesujące, ale pasowało do jego natury, wiedzy oraz stanowiło bodziec do osobistego rozwoju.
- Zgoda na ponoszenie kontrolowanego ryzyka. Jest to warunkiem realizacji kreatywności i tworzenia nowych pomysłów, ponieważ na początku większość pracowników popełnia błędy lub nie osiąga w pełni założonych celów.

## Badania wpływu zarządzania talentami
Sukces implementacji programów zarządzania talentami zależy głównie od podejścia i zaangażowania kadry zarządzającej oraz od jasnej komunikacji z pracownikami firmy. Są one szansą rozwoju osobistego i mają na celu zwiększenie satysfakcji pracowników z wykonywanej pracy. Programy zarządzania talentami są bardzo skutecznym czynnikiem motywującym, wskazują bowiem potencjalnym pracownikom już w pierwszym kontakcie na dbałość przedsiębiorstwa o dobro swoich podopiecznych, przez co łatwiej pozyskują ambitnych ludzi tworzących realną wartość dla firmy.
McKinsey & Company  porównał firmy, postrzegane jako liderzy w zarządzaniu talentami (takie jak np. GE czy P&G) z firmami, które mają nie najlepszą reputację. Jest wiele różnych czynników wpływających na osiąganą efektywność, ale istotna jest następująca korelacja – w pierwszej grupie przebadanych spółek, średni zwrot ze sprzedaży wynosi 10%, a w drugiej – zaledwie 1%. Efekty wzrastają w miarę, jak wzrasta złożoność nowych zadań stawianych są pracownikom. Eksperci z McKinsey’a wyliczyli, że top performer (specjalista, wyróżniający się pracownik) na dość prostym stanowisku generuje wyniki o 50% lepsze niż przeciętny członek zespołu, gdy są to bardziej skomplikowane funkcje, top performerzy są od wyliczonej średniej lepsi nawet o 125%. 
Trudno również ocenić wartość, jaką daje wizerunkowi firmy nowoczesny program zarządzania talentami. Cała kultura firmy, tworzone szanse na rozwój zawodowy – są to jedne z kluczowych kryteriów wyboru pracodawcy przez utalentowane młode jednostki, ale również i menedżerów. Istotne jest, że program zarządzania talentami pozwala także utrzymać porządek, w chwilach najtrudniejszych dla firm – niepewności.

### Czynniki decydujące o sukcesie we wdrożeniu oraz działaniu programu zarządzania talentami[3]
- Wynagrodzenie – zapewnienie wynagrodzenia na poziomie powyżej średniego wynagrodzenia rynkowego na danym stanowisku.
- Zaangażowanie menadżerów – bezpośredni przełożeni muszą zrozumieć program i widzieć korzyści dla siebie; powinni być aktywnie zaangażowani oraz mieć wyodrębnioną na to odpowiednią ilość czasu.
- Zaangażowanie zarządu – jako inicjatywa związana z celami strategicznymi dla firmy – zapewnienie wykwalifikowanej kadry, członkowie zarządu powinni aktywnie wspierać program oraz uczestniczyć w wybranych jego częściach.
- Komunikacja programu – program powinien być zakomunikowany pracownikom, jako szansa rozwoju osobistego i zwiększenie swojej strefy wpływu oraz satysfakcji z wykonywanej pracy; nie jest on obietnicą awansu; musi być określony jako cykliczny, włączony na stałe w systemy rozwojowe funkcjonujące w firmie.

### Negatywne aspekty wprowadzenia programów zarządzania talentami[3]
- relatywnie wysoki koszt programu,
- ryzyko, w postaci podkupienia dodatkowo doinwestowanych pracowników przez konkurencję,
- niezadowolenie pracowników, którzy nie zostali zakwalifikowani do programu.